# Науйаат

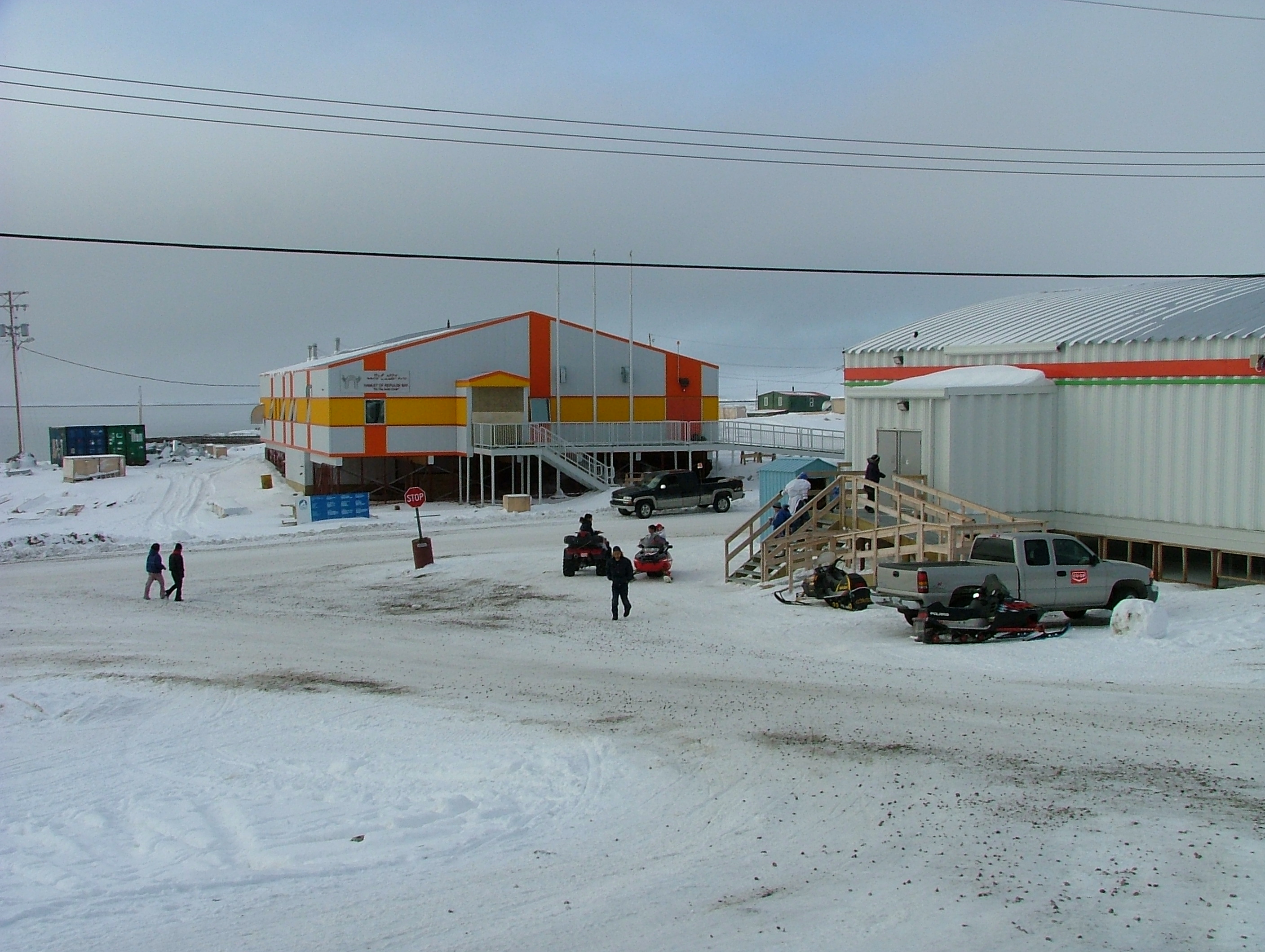
Здания поселковой администрации и кооператива.

Науйаат (инуитск. ᓇᐅᔮᑦ) — деревня в Нунавуте, Канада. Входит в состав административного региона Киваллик. Население — 1082 чел. (по переписи 2016 года). До 2 июля 2015 года деревня носила название Репалс-Бей (англ. Repulse Bay). В деревне есть собственный аэропорт.

## География
Науйаат расположен возле северного полярного круга, на берегу залива Репалс (англ. Repuls Bay), на юге полуострова Мелвилл. В окрестностях города обитают полярные медведи, карибу, моржи и тюлени; в водах залива можно встретить китов.

## Климат
Климат арктический, с большой годовой амплитудой колебания температур.
Осадков немного, основной пик их выпадения приходится на период с июля по октябрь (лето-осень).
| Показатель | Янв. | Фев. | Март | Апр. | Май | Июнь | Июль | Авг. | Сен. | Окт. | Нояб. | Дек. | Год   |
| --- | ---- | ---- | ---- | ---- | --- | ---- | ---- | ---- | ---- | ---- | ----- | ---- | ----- |
| Средний суточный максимум, °C                                                                                     | −27  | −28  | −24  | −14  | −5  | 6    | 12   | 9    | 2    | −7   | −17   | −25  | −9,8  |
| Средний суточный минимум, °C                                                                                      | −34  | −35  | −31  | −24  | −12 | −1   | 4    | 3    | −2   | −13  | −24   | −31  | −16,7 |
| Норма осадков, мм                                                                                                 | 2    | 1    | 3    | 9    | 15  | 15   | 33   | 42   | 31   | 26   | 11    | 4    | 190   |
| Источник: http://www.shootingonlocation.com/filmlocations/canada/nunavut/repulse-bay/repulse-bay-climateguide.php |      |      |      |      |     |      |      |      |      |      |       |      |       |

## Население
Согласно переписи 2006 года, в Науйаате проживало 748 человек. Это на 22,2 % больше, чем в 2001 году (612 человек).
Из приблизительно 750 человек, проживающих в деревне, 385 — мужчины и 360 — женщины. Население очень молодо: средний возраст составляет 18,9 года (по сравнению с 23,1 года в среднем по Нунавуту). При этом, у мужчин средний возраст составляет 19,4 года, у женщин — 18,6. Почти 40 % населения не достигают возрастом 15 лет.
Всего в деревне проживает 170 семей. Родным языком для подавляющего большинства являются местные инуитские говоры. Английским языком владеют лишь около 120 человек.
Уроженцем Науйаата является современный канадский детский писатель Майкл Кусугак.